# 유충 (부릉상왕)
부릉상왕 유충(阜陵殤王 劉种, ? ~ 91년)은 후한의 황족이다.

## 생애
영원 원년(89년), 아버지 질왕의 뒤를 이어 부릉왕에 봉해졌다.
영원 3년(91년)에 죽으니, 시호를 상(殤)이라 하였다. 아들이 없어 봉국이 폐지되었다가, 2년 후 형 유방이 작위를 이었다.

## 출전
- 범엽, 《후한서》 권4 효안제기·권42 광무십왕열전

| 전임 아버지 부릉질왕 유연 | 후한의 부릉왕 89년 ~ 91년 6월 신축일 | 후임 (2년 후) 형 부릉경왕 유방 |